# 4. Division (Japanisches Kaiserreich)
Die 4. Division (jap. 第4師団, Dai-yon shidan) war eine Division des Kaiserlich Japanischen Heeres, die von 1888 bis 1945 bestand. Ihr Tsūshōgō-Code (militärischer Tarnname) war Yodo-Division (淀兵団, Yodo-heidan), wegen des Yodo-Flusses so genannt, oder 4050.

## Allgemeine Daten
Die Ursprünge der 4. Division gehen auf die in der Ōsaka-Garnison stationierten Truppen zurück. Auf Empfehlung des preußischen Militärberaters Jakob Meckel wurden aus den seit 1871 bestehenden sechs regionalen Kommandos die ersten sechs Divisionen gebildet. Die Division wurde am 14. Mai 1888 in Ōsaka, in der Region Kansai, aktiviert und umfasste ca. 10.000 Mann. Sie kämpfte im Laufe ihrer Einsatzgeschichte gegen Gegner des japanischen Kaiserreiches wie die Qing-Dynastie, die Republik China, Russland, das Vereinigte Königreich und die USA. Ihr letzter Standort war in Lampang, Thailand, wo sie 1945 aufgelöst wurde.

## Geschichte der Einheit

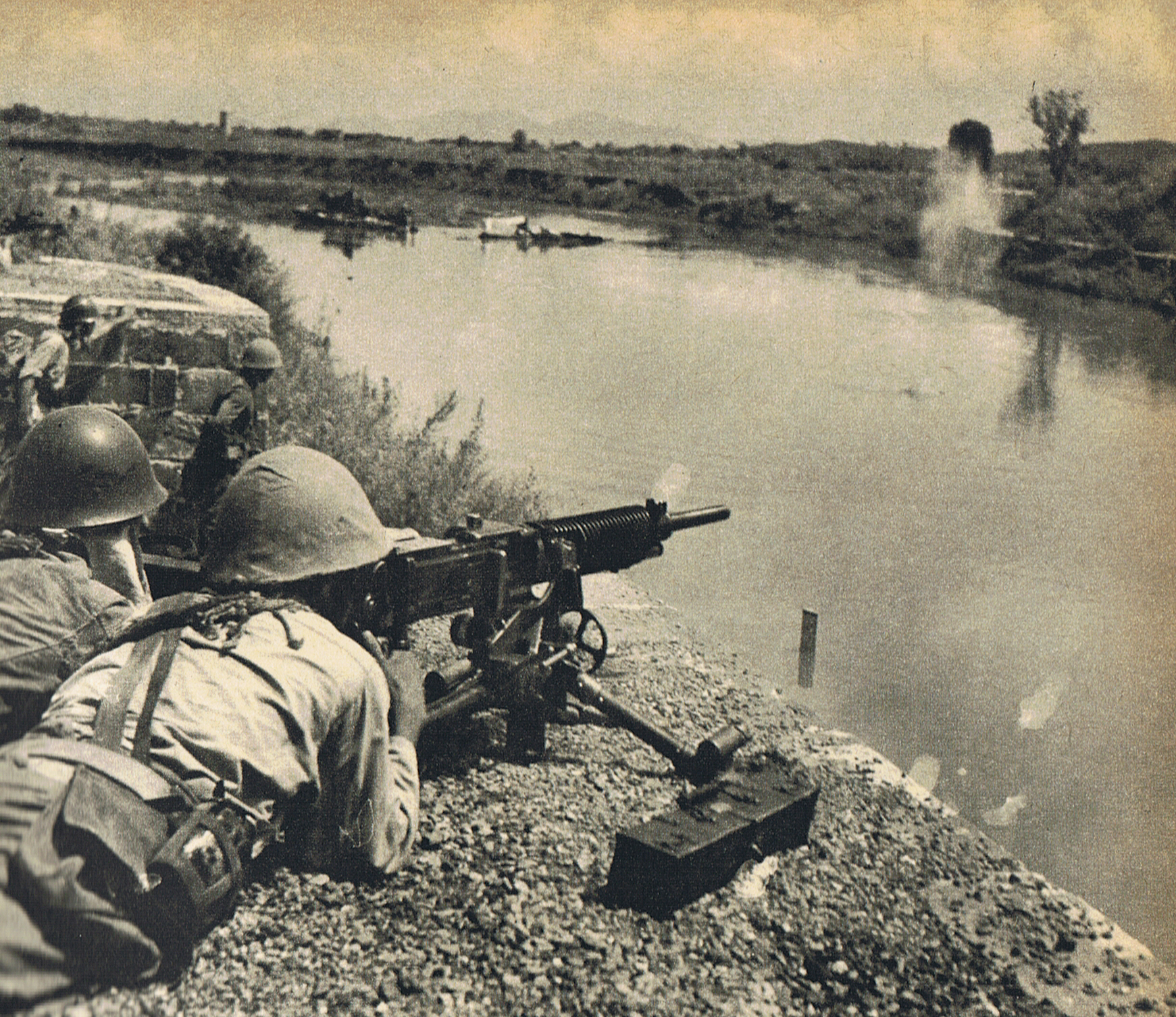
Soldaten der 4. Division feuern mit einem Schweren Maschinengewehr Typ 92 während der Zweiten Schlacht um Changsha am Fluss Miluo Jiang, 22. oder 23. September 1941.

Im Mai 1888 wurde sie als Karree-Division aus der 7. Brigade (8. und 70. Infanterie-Regiment) und 32. Brigade (37. und 61. Infanterie-Regiment), dem 4. Kavallerie-Regiment und dem 4. Artillerie-Regiments aufgestellt. 
1895 nahm sie am Ersten Japanisch-Chinesischen Krieg teil. 
Während des Russisch-Japanischen Krieges 1904–1905 unterstand sie anfangs der 2. Armee unter dem Kommando von Generalleutnant Ogawa Mataji und landete im Mai 1904 bei Pitzuwo, zirka 80 km nordöstlich von Port Arthur. Kurz darauf nahm sie an der Schlacht am Nanshan teil. Danach folgten die Schlachten von Te-li-ssu, Tashihchiao und Liaoyang. Im September 1904 übernahm Generalleutnant Tsukamoto Katsuyoshi die Division, die in der Folge der 4. Armee unterstellt wurde, mit der sie an der Schlacht am Shaho und der Schlacht von Mukden teilnahm.
Von 1918 bis 1922 war die 4. Division an der Sibirischen Intervention beteiligt. Sie war Teil der Entente-Mächte, die die Weiße Armee im Russischen Bürgerkrieg gegen die bolschewistische Rote Armee unterstützten. Im Zuge der Operation wurden alle Häfen und größeren Städte in der russischen Provinz Primorje und Ostsibirien besetzt. Angesichts des Rückzuges ihrer Alliierten und der hohen Kosten zogen sich die japanischen Soldaten im Oktober 1922 ebenfalls zurück.
Ab 1937 nahm die 4. Division am Zweiten Chinesisch-Japanischen Krieg teil. Am 10. Februar 1937 wurde die 4. Division dem Kommando der Kwantung-Armee übertragen. Die Truppen verließen die Heimatgarnison Osaka am 6. September und landeten am 12. September 1937 in Daegu. Sie nahm infolge an der Operation in Zentral Hubei, an der Schlacht von Süd Henan und an der Jiangbei Operation teil. Die 4. Division wurde am 1. Juli 1940 der 11. Armee überstellt und kämpfte im September 1941 in der zweiten Schlacht um Changsha (1941). 
Im August 1940 wurde die Division in eine Triangulare Division mit drei Regimentern umgewandelt. Im März 1942 war die Reorganisation abgeschlossen und die 4. Division wurde der 14. Armee auf den Philippinen zugeführt, um an der Schlacht von Bataan teilzunehmen. Die 4. Division trug am 5. Mai 1942  erheblich zur Einnahme der Felseninsel Corregidor bei. Nach der Philippinen-Kampagne wurde die Division auf die Heimatinseln zurückgebracht, um Sicherheitsaufgaben zu erfüllen. Im September 1943 wurde die Division der 25. Armee überstellt, ab Anfang November 1943 erfüllte sie Garnisonsaufgaben auf Sumatra. 
Am Ende des Pazifikkriegs war ihr letzter Standort Lampang, Thailand, wo sie 1945 aufgelöst wurde.

## Gliederung

### 1888
- 7. Brigade
  - 8. Infanterie-Regiment
  - 37. Infanterie-Regiment
- 19. Brigade
  - 9. Infanterie-Regiment
  - 38. Infanterie-Regiment
- 4. Kavallerie-Regiment
- 4. Artillerie-Regiment
- 4. Pionier-Regiment[3]

### 1905
- 7. Brigade
  - 8. Infanterie-Regiment
  - 70. Infanterie-Regiment
- 32. Brigade
  - 37. Infanterie-Regiment
  - 61. Infanterie-Regiment
- 4. Kavallerie-Regiment
- 4. Artillerie-Regiment
- 4. Pionier-Regiment
- 4. Transport-Regiment[4]

### Zu Kriegsende 1945
- 8. Infanterie-Regiment
- 37. Infanterie-Regiment
- 61. Infanterie-Regiment
- 4. Feldartillerie-Regiment
- 4. Militärpolizei-Regiment
- 4. Pionier-Regiment
- 4. Transport-Regiment

## Führung
Divisionskommandeure
- Takashima Tomonosuke, Generalleutnant: 14. Mai 1888 – 17. Mai 1891
- Kurokawa Tsu, Generalleutnant: 1. Juni 1891 – 10. November 1893
- Prince Kitashirakawa Yoshihisa, Generalleutnant: 10. November 1893 – 28. Januar 1895
- Yamazawa Shizuware, Generalleutnant: 28. Januar 1895 – 30. März 1897
- Ogawa Mataji, Generalleutnant: 8. April 1897 – 3. September 1904
- Tsukamoto KatsuYoshimi, Generalleutnant: 3. September 1904 – 6. Juli 1906
- Inoue Raito, Generalleutnant: 6. Juli 1906 – 17. Dezember 1908
- Tsuchiya Mitsuharu, Generalleutnant: 21. Dezember 1908 – 26. August 1910
- Asada Shun Hing, Generalleutnant: 26. August 1910 – 6. September 1911
- Ichinohe Hyoe, Generalleutnant: 6. September 1911 – 26. Dezember 1912
- Osako Naomichi, Generalleutnant: 26. Dezember 1912 – 15. Februar 1915
- Hitoshi Tahara Shigeyuki, Generalleutnant: 15. Februar 1915 – 18. August 1916
- Utsunomiya Taro, Generalleutnant: 18. August 1916 – 24. Juli 1918
- Tachibana Koichiro, Generalleutnant: 24. Juli 1918 – 12. April 1919
- Machida Kei, Generalleutnant: 12. April 1919 – 15. Juni 1921
- Suzuki Shoroku, Generalleutnant: 15. Juni 1921 – 6. August 1923
- Muraoka Chotaro, Generalleutnant: 6. August 1923 – 10. August 1927
- Takashi Hishikari Generalleutnant: 10. August 1927 – 10. August 1928
- Hayashi Wataru Miyoshi, Generalleutnant: 10. August 1928 – 22. Dezember 1930
- Nobuyuki Abe, Generalleutnant: 22. Dezember 1930 – 9. Januar 1932
- Terauchi Hisaichi, Generalleutnant: 9. Januar 1932 – 1. August 1934
- Prinz Higashikuni Naruhiko, Generalleutnant: 1. August 1934 – 2. Dezember 1935
- Tatekawa Yoshitsugu, Generalleutnant: 2. Dezember 1935 – 1. August 1936
- Imai Kiyoshi, Generalleutnant: 1. August 1936 – 1. März 1937
- Matsu Iinochi, Generalleutnant: 1. März 1937 – 15. Juli 1938
- Sawada Shigeru, Generalleutnant: 15. Juli 1938 – 23. September 1939
- Yamashita Tomoyuki Generalleutnant: 23. September 1939 – 22. Juli 1940
- Kitano Kenzo, Generalleutnant: 22. Juli 1940 – 18. Juli 1942
- Sekihara Genroku, Generalleutnant: 18. Juli 1942 – 25. September 1943
- Baba Masao, Generalleutnant: 25. September 1943 – 26. Dezember 1944
- Kimura Matsujiro, Generalleutnant: 26. Dezember 1944 – August 1945